# Trichoglossus moluccanus
Il lorichetto di Swainson, o lorichetto arcobaleno (Trichoglossus moluccanus (J.F.Gmelin, 1788)) è un uccello della famiglia Psittaculidae endemico dell'Australia.

## Descrizione
Il lorichetto di Swainson, con una lunghezza che varia tra i 25 e i 30 cm, coda inclusa e con un peso che va dai 75 ai 157 grammi, è da considerarsi un pappagallo di taglia media. Questa specie di lorichetto presenta una variabilità intra specifica molto alta
Presenta un piumaggio dai colori molto accesi oltre che presentare una variabilità intraspecifica molto alta, è tuttavia possibile fare una descrizione del piumaggio della specie basandosi su quella che è la sua forma tipica. Il lorichetto arcobaleno deve il suo nome comune alla vivacità e alla varietà dei colori del suo piumaggio; esso presenta una testa di colore blu inteso, talvolta tendente al viole o al marrone, con una banda sulla nuca giallo-verdastra, il dorso, la coda e le ali sono di un verde brillante, più o meno puntinato di verde e talvolta anche di blu. Sulla parte interna le ali sono gialle contornate di nero. Il petto varia dal giallo al rosso, passando per le varie sfumature di arancione; la pancia è di colore blu intenso mentre le cosce e la groppa sono di colore giallo intenso. Il becco, di grandi dimensioni, è d'arancione scuro, quasi rosso.
Il Trichoglossus weberi non presenta dimorfismo sessuale, il piumaggio e le dimensioni del maschio e della femmina sono perciò del tutto simili.
La colorazione del lorichetto di Swainson assomiglia molto a quella del lorichetto dei cocchi col quale viene spesso confuso, che tuttavia ha la pancia verde anziché blu e il petto con strie trie blu o nere molto marcate, quasi del tutto assenti nel lorichetto arcobaleno.

## Biologia
I lorichetti di Swainson volano spesso in coppie e occasionalmente e per breve durata volano in piccoli stormi. Le coppie difendono le loro aree di nidificazione e di alimentazione in modo aggressivo dalle intrusioni di altri cospecifici, ma anche da intrusioni di altre specie, sia esse più grandi o più piccole di loro.

### Alimentazione
I lorichetti di Swainson si nutrono principalmente di frutta, pollini e nettare; essi possiedono una lingua specializzata per questo tipo particolare di dieta, infatti nella parte terminale essa è dotata di una appendice papillare atta a raccogliere dai fiori il nettere e il polline. In Australia la loro fonte principale di polline sono i fiori di eucalyptus, ma anche di Pittosporum, Grevillea, Spathodea campanulata e Metroxylon sagu. Oltre al polline i lorichetti di questa specie consumano i frutti del genere Ficus, Trema, Mutingia e frutti quali la papaya e il mango, precedentemente aperti dai pipistrelli della frutta. Questi pappagalli si cibano anche di culture come mele, mais e sorgo.

### Riproduzione

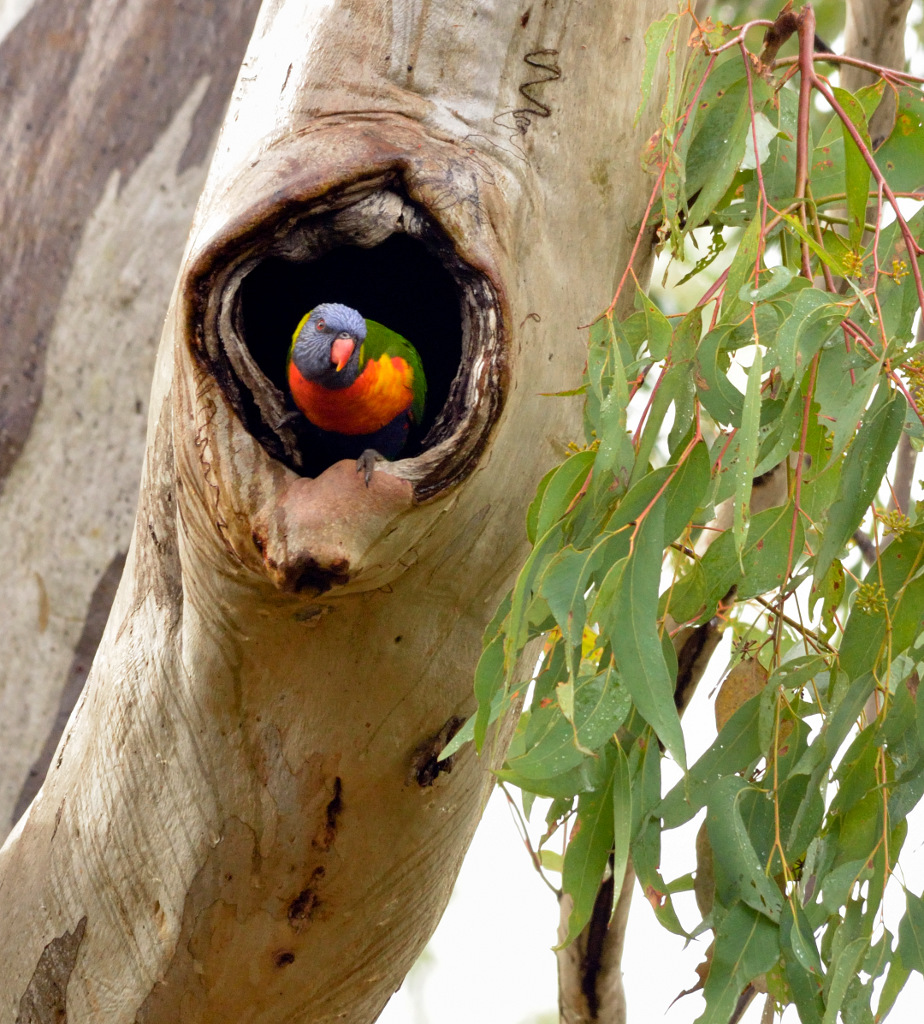
Un Lorichetto di Swainson esce dal nido ricavo in un eucalipto nel Queensland.

I lorichetti di Swainson sono per lo più monogami e le coppie rimangono unite per lunghi periodi, se non per l'intera vita.
In Australia, la riproduzione avviene normalmente durante la primavera australe, da settembre a dicembre, tuttavia può variare da zona a zona in base alla diversa disponibilità di cibo o al clima locale. Il luogo della nidificazione è variabile e include le cavità di alberi ad alto fusto come gli eucalipti, i tronchi delle palme e anche rocce a strapiombo. Una popolazione residente su isolette prive di predatori dell'arcipelago delle Isole dell'Ammiragliato nidifica in cavità del terreno. Talvolta una coppia può nidificare sullo stesso albero insieme a un'altra coppia di lorichetti arcobaleno o di altre specie di uccelli.
La femmina di lorichetto arcobaleno depone sino a tre uova, che vengono covate esclusivamente da essa per circa 25 giorni

### Relazioni con l'uomo
Il lorichetto di Swainson è diffuso in tutto il mondo come animale da compagnia.

## Distribuzione e habitat
Il lorichetto di Swainson è un pappagallo endemico dell'Australia; infatti esso abita le regioni costiere orientali e meridionali di questa nazione, in particolare è possibile trovarlo nel Queensland orientale, nel Nuovo Galles del Sud orientale e meridionale e intorno e a est del golfo di Spencer, nella parte costiera della regione dell'Australia Meridionale. È inoltre possibile trovare questa specie in molte delle Torres Strait Islands, situate tra Australia e Papua Nuova Guinea.
Questo pappagallo è stato introdotto con successo nell'area circostante la città di Perth e in altre zone dell'Australia occidentale, in Tasmania, Auckland, Nuova Zelanda e Hong Kong.
L'habitat di Trichoglossus weberi comprende la foresta tropicale, le aree boschive e le aree cespugliose costiere.

## Tassonomia
Questa specie oggi è suddivisa in queste due sottospecie:
- Trichoglossus moluccanus moluccanus (J.F.Gmelin, 1788) - sottospecie nominale;
- Trichoglossus moluccanus septentrionalis Robinson, 1900 - diffusa nella penisola di Cape York.

Higgins e Davies nel 1996 e Forshaw nel 2006, hanno proposto l'istituzione di una terza sottospecie T. m. eyrei, anche se ufficialmente non è ancora stata riconosciuta.
Va inoltre detto che le specie Trichoglossus forsteni, Trichoglossus capistratus e Trichoglossus weberi erano considerate sottospecie del lorichetto di Swainson sino al 1997, quando ci fu una revisione sistematica.